# Sadok (Ukraina)
Sadok (ukr. Садок) – wieś na Ukrainie, w obwodzie chersońskim, w rejonie berysławskim. W 2001 liczyła 484 mieszkańców, spośród których 425 posługiwało się językiem ukraińskim, 21 rosyjskim, 4 mołdawskim, 1 rumuńskim, 1 białoruskim, 10 ormiańskim, a 22 innym.